# 社畜

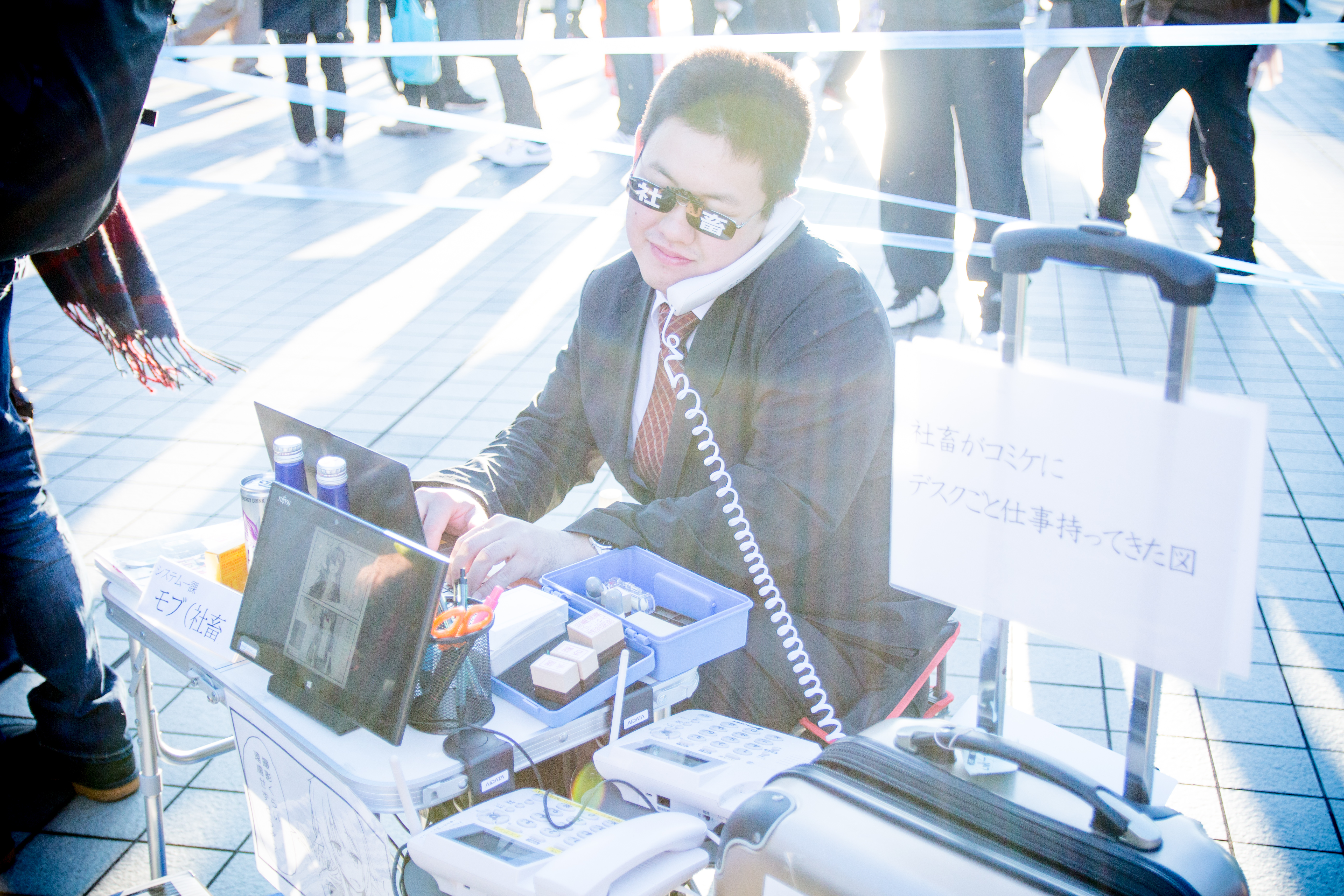
社畜を風刺したコスプレ

社畜（しゃちく）とは、主に日本で、社員として勤めている会社に飼い慣らされ、自分の意思と良心を放棄し、サービス残業や転勤もいとわない奴隷（家畜）と化した賃金労働者の状態を揶揄、あるいは自嘲する言葉である。「会社+家畜」から来た造語かつ俗語で、「会社人間」や「企業戦士」などよりも、外部から馬鹿にされる意味合いを持つ。
正社員（正規雇用）のみならず、非正規雇用全般（アルバイト・パートタイム・派遣社員・契約社員・嘱託社員等）でも、長時間の勤務を強いられたり、残業手当が支給されない賃金労働者の状態を同様に揶揄・自嘲することがある（アルバイトに対するバ畜（バちく）という表現も生まれている）。
英語圏では同様の概念として、「wage slave」（賃金奴隷）が存在する。

## 概要
1990年（平成2年）の流行語の一つに挙げられている。類語に長年の勤務にくたびれた中年層のサラリーマンの状態を指す「勤続疲労」（金属疲労のもじり）がある。
この用語の考案者は、小説家でスーパーマーケット「サミット」の元社長である安土敏で、評論家の佐高信が広めたと言われる。

## 作品
- いきのこれ! 社畜ちゃん（2015 - 2023年） - 社畜の女性を主人公にした漫画作品。
- 勇気のしるし（1989年） - 24時間戦うビジネスマンをテーマとする牛若丸三郎太の楽曲。現在では社畜化を押し付ける思想と受け止められやすい。
- 社畜! 修羅コーサク（2016 - 2017年、ヤングマガジンサード）